# Sören Åkeby
Sören Åkeby (* 23. Februar 1952) ist ein schwedischer Fußballtrainer. Mit Djurgårdens IF gewann er zweimal den Lennart-Johansson-Pokal für den schwedischen Meistertitel.

## Werdegang
Åkeby spielte in der Jugend von Hammarby IF. 1969 gewann er mit der Nachwuchsmannschaft des Klubs an der Seite von Mats Werner den schwedischen Meistertitel, schaffte aber im Anschluss nicht den Sprung in die erste Mannschaft. Daher schloss er sich dem unterklassig antretenden Stockholmer Klub Essinge IK an, bei dem er Ende 1979 seine aktive Laufbahn beendete.
Nach seinem Laufbahnende war Åkeby zunächst als Assistenztrainer bei Essinge IK tätig, mit dem er 1981 in die dritte Liga aufstieg. Anschließend trat er 1982 bei Örby IS seine erste hauptverantwortliche Trainerstelle an, kehrte aber 1984 zum Drittligisten Essinge IK zurück. 1986 übernahm er den Viertligisten Gröndals IK, mit dem er als Opfer einer Ligareform in die fünfte Liga abstieg. Nach dem direkten Wiederaufstieg führte er die Mannschaft auf den sechsten Platz ihrer Viertligastaffel. Über Älvsjö AIK kam er 1991 als Nachwuchstrainer zu Djurgårdens IF.
1994 warb der Lokalrivale AIK Åkeby als Assistenztrainer für Hans Backe ab. Gemeinsam erreichten sie 1995 mit der Mannschaft um Pascal Simpson, Magnus Hedman, Ola Andersson und Fredrik Espmark das Endspiel um den Landespokal, in dem sich Halmstads BK mit einem 3:1-Erfolg durchsetzte. Im Laufe des Jahres verließ er den Klub in Richtung Nacka FF. Hatte der drittklassig antretende Klub in den Vorjahren nur knapp den Aufstieg in die zweite Liga verpasst, führte Åkeby die Mannschaft 1996 mit einem Punkt Vorsprung auf Sandvikens IF zur Staffelmeisterschaft und damit zum Aufstieg. Nach einem sechsten Platz in der ersten Spielzeit belegte der Klub im Folgejahr den neunten Tabellenrang. Zur Spielzeit 1999 übernahm er den Drittligisten Östersunds FK, der im Vorjahr erst in der Aufstiegsrunde zur zweiten Liga gegen Gefle IF gescheitert war. Mit der Mannschaft dominierte er bis zum Sommer 1999 ihre Drittligastaffel.
Im Juli 1999 warb Djurgårdens IF Åkeby vom Drittligisten ab, da die vom Trainerduo Michael Andersson und Peter Grim betreute Erstligamannschaft in den Abstiegskampf im Laufe der Spielzeit 1999 gerutscht war, und übergab ihm gemeinsam mit dem vormaligen Jugendtrainer Zoran Lukić die Verantwortung für die Mannschaft. Mit der Mannschaft um Niclas Rasck, Lucas Nilsson, Stefan Alvén und Michael Borgqvist verpasste das Trainerduo zum Saisonende den Klassenerhalt, dennoch blieb es im Amt. Die Aufbauarbeit in der zweiten Liga gelang und als Meister der neu geschaffenen eingleisigen Superettan schaffte die Mannschaft den direkten Wiederaufstieg, 20 der 30 Saisonspiele wurden dabei gewonnen. Auch in der ersten Liga setzte sich die Erfolgsserie fort, im Duell mit den Stadtrivalen Hammarby IF und AIK um den schwedischen Meistertitel belegte die mit Spielern wie Stefan Rehn, Mikael Dorsin, Andreas Johansson und Jones Kusi-Asare gespickte Mannschaft den zweiten Rang.
In der Spielzeit 2002 dominierte die von Åkeby und Lukić trainierte Mannschaft die Liga und setzte sich mit sechs Punkten Vorsprung auf Vizemeister Malmö FF an die Spitze der Tabelle. Zudem zog sie ins Endspiel um den Landespokal ein, in dem ein Tor von Louay Chanko zum 1:0-Erfolg über AIK den erstmaligen Doublegewinn der Vereinsgeschichte bedeutete. Auch in der anschließenden Spielzeit behielt das Team um Kim Källström, Johan Arneng, Andreas Isaksson, Geert den Ouden und Babis Stefanidis seine dominierende Stellung in der Liga, der Tabellenzweite Hammarby IF hatte letztlich sieben Punkte Rückstand.
Nachdem der Meistertitel kurz vor Saisonschluss festgestanden hatte, gab Åkeby bekannt, den Klub in Richtung Dänemark verlassen zu wollen. Bei Aarhus GF beerbte er Poul Hansen, unter dessen Leitung die Mannschaft im hinteren Mittelfeld rangierte. Mit der Mannschaft um Spieler wie Stig Tøfting, Tobias Grahn, Helgi Sigurðsson, Leon Andreasen und Jeffrey Aubynn kam er jedoch ebenfalls nicht über Mittelfeldplätze hinaus. Nach einem durchwachsenen Start in die Spielzeit 2005/06 und anhaltenden Spekulationen über eine Rückkehr nach Schweden – er hatte sich mit Verantwortlichen des Malmö FF in Kopenhagen getroffen, dessen Trainer Tom Prahl einen zum Saisonende auslaufenden Vertrag besaß – trat er Anfang Oktober 2005 von seinem Amt zurück. Kurze Zeit später stellte der Klub ihn offiziell als neuen Trainer vor und er unterzeichnete einen Drei-Jahres-Vertrag in Schonen. Bei Malmö FF konnte Åkeby nicht an die Erfolge seines Vorgängers anknüpfen. Im Mittelfeld der Tabelle platziert machte er sich durch uninspirierte Auftritte der Mannschaft bei den Fans unbeliebt, die seinen Rücktritt forderten. Mitte September 2007 kam er mit den Verantwortlichen des Klubs überein, zum Saisonende getrennte Wege zu gehen.
Anfang 2008 zog es Åkeby nach Norwegen, als er bei Aalesunds FK das Traineramt übernahm, bei dem er auf seine Landsmänner Magnus Kihlberg, Mattias Nylund und Benjamin Kibebe traf. Mit dem Klub spielte er im hinteren Tabellenbereich. Nach vier Siegen aus den ersten 19 Spielen der Spielzeit 2009, die den vorletzten Tabellenplatz vor Ham-Kam bedeuteten, trennte sich der Klub Ende August von ihm.
Nach mehreren Monaten ohne Anstellung verpflichtete GIF Sundsvall Ende November 2008 Åkeby als neuen Trainer. Bei seinem neuen Arbeitgeber unterschrieb er einen Drei-Jahres-Kontrakt mit Option auf eine weitere Spielzeit. Mit dem Erstligaabsteiger erreichte er in der Spielzeit 2009 den fünften Rang, ehe er mit der Mannschaft in der folgenden Spielzeit den Relegationsplatz zur Allsvenskan belegte. Gegen Gefle IF verpasste die Mannschaft jedoch den Wiederaufstieg. Parallel kam es zu einer Auseinandersetzung mit dem Svenska Fotbollförbundet, der gegen den Trainer nach einem Flaschenwurf im Spiel gegen Assyriska Föreningen eine Geldstrafe aussprach, die dieser jedoch nicht bezahlen wollte.